# Orquideario

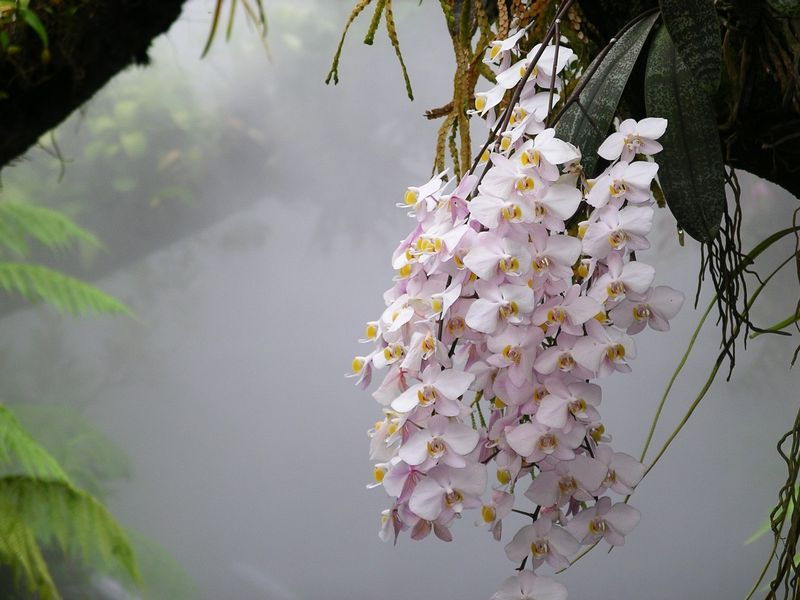
Orquídea Phalaenopsis, con niebla en el Orquideario de Singapur.

Un orquideario ú orchidarium, es un jardín botánico o zona dentro del jardín botánico, especializado en cultivo, preservación y exposición de plantas de orquídeas pertenecientes a la familia botánica de las Orchidaceae. Normalmente requieren unas condiciones muy específicas de temperatura y humedad, por lo cual se cultivan en invernaderos donde tienen estos parámetros controlados.

## Historia
Las orquídeas obtienen su nombre del griego όρΧις  ( transliterado al latín como orchis), en griego significa testículo, por la apariencia de los tubérculos subterráneos en algunas especies terrestres. La palabra orkis la usó por primera vez Teofrasto (371/372 - 287/286 a. C.), en su libro De historia plantarum (La historia natural de las plantas). Fue discípulo de Aristóteles y está considerado como el padre de la botánica y de la ecología.
Las orquídeas comprenden aproximadamente unas 25.000 (algunas fuentes informan de 30.000) especies, y quizá otros 60.000 híbridos y variedades producidas por horticultores. Extendidas por todo el mundo, pero particularmente abundantes en las regiones tropicales. Vulgarmente se llaman orquídeas. Debido a su complejidad floral, a sus interacciones con los agentes polinizadores y a sus simbiosis con hongos para formar micorrizas, están consideradas como la culminación de la evolución floral.

## Orquidearios en el mundo

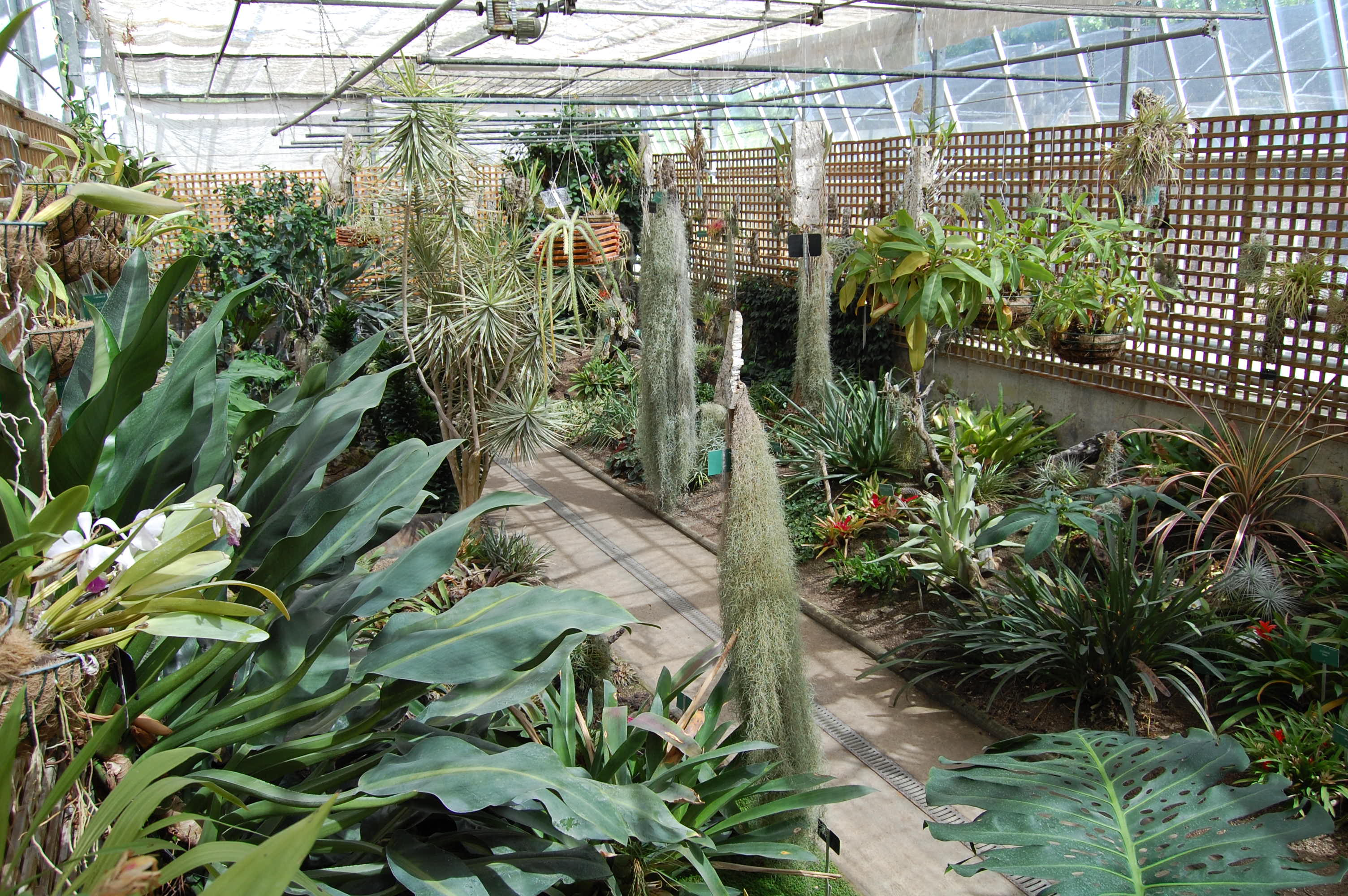
Orquidearium del Real Jardín Botánico Juan Carlos I en Alcalá de Henares.

Las orquídeas, en su hábitat natural, están consideradas por el CITES como amenazadas y en peligro. Por ello tienen en diferentes países del mundo, sobre todo en países tropicales en especial Venezuela y Ecuador donde es su flor emblema rangos de protección, y se cultivan en recintos apropiados de los más importantes jardines botánicos del mundo especies amenazadas con la finalidad de su preservación.
- Jardín botánico Atocha-La Liria de Ambato-Ecuador
- Jardín botánico de Medellín
- Jardín Botánico de Buitenzorg
- Jardín Botánico de Singapur
- Jardín Botánico Lankester
- Jardín Botánico Orquideario Soroa
- Jardín Botánico José Celestino Mutis
- Real Jardín Botánico Juan Carlos I
- Herrenhauser Garten
- Jardín Botánico Universidad Tecnológica de Pereira
- Parque Bicentenario - Ciudad de México, México
- Orchydarium de Almaraz - Almaraz (Cáceres), España
- Parque Botánico Orchidarium Estepona
- Universidad Central de Venezuela, Venezuela